# 分 (数)
数の単位としての分（ぶ、ぶん、ふん）は、十分の一 (1⁄10) を表す。分は尺貫法など、日本や中国などにおいて、分量単位としても用いられる。割と共に使われることに起因して、分が百分の一 (1⁄100) を表す単位であるとの誤解が多い（#百分の一を意味するとの誤解）。
そもそも「分」は、「八」＋「刀」の会意であり、刀で左右に（八）に切りわける意味を表す漢字である。分は小数の分量単位としては最大のものである。

## 概説
十進法の文脈では「十個に切り分ける」ということから、様々な計量単位や割合の1⁄10を表すために使われる。
「割」と共に使われる場合には、「分」が1⁄100を意味すると誤解されることがある（後述）。なお、厘は分の1⁄10であり、分の上位の単位の1⁄100である。
十進法以外では、時間や角度といった六十進法では 六十分の一 (1⁄60) を意味する。この場合の読みは「ふん」である。

## 計量単位など
長さや質量の単位の分は、根拠法である計量法施行法も1958年末で廃止され、1966年以降は、日本の計量法では、計量単位としての分は、特殊の計量の場合であっても、取引・証明における使用は一切禁止されている。
以下、近代の日本において使われていた「分」の個別の単位について述べる。明治時代から第二次世界大戦前までは、国定教科書で小数の呼称として、「分・厘・毛・・」が使われていた。その中で1935年の教科書には、3.4 km を「三粁四分」と記した立札の写真の掲載がある。
| 数                                                                    | 長さ | 質量 | 温度 | 道のり |
| --------------------------------------------------------------------- | ---- | ---- | ---- | ------ |
| 1000                                                                  |      | 貫*  |      |        |
| 100                                                                   | 丈   |      |      |        |
| 10                                                                    | 尺*  |      |      |        |
| 1                                                                     | 寸   | 匁   | 度   | 粁     |
| 0.1                                                                   | 分   | 分   | 分   | 分     |
| 0.01                                                                  | 厘   | 厘   | 厘   | 厘     |
| 0.001                                                                 | 毛   | 毛   | 毛   | 毛     |
| 1に相当する単位が「上位の単位」となる。* 度量衡法で基本とされた単位。 |      |      |      |        |

### 分（長さの単位）

#### 尺・寸に対する分
長さの単位としての「分」は、寸の1⁄10である。度量衡法では、寸が約30.303 mmであるので、分は、約3.0303 mm である。
度量衡法における長さの基本となる単位は「尺」であり、尺の1⁄10が「寸」となる。
「分」を「寸」とともに使う場合、「三寸二分」（= 3.2寸）のように表す。1の位が0の場合は、単に「二分」（= 0.2寸）のように表す。石川英輔は、「一分は常に基準となる寸の1⁄10（すなわち0.1寸）を表すのであって、0.1尺を意味することはない。」としている。小泉袈裟勝は、「分は一般に上位の単位の1⁄10に当てられる。」としてる。したがって、一尺三分は、1.3尺ではなく、1尺+0寸+3分 = 1尺+0.3寸 = 1尺+0.03尺 = 1.03尺 である。
ことわざの「一寸の虫にも五分の魂」は、1寸（約3 cm）ほどの小さい虫にも、0.5寸ぐらいの意地や思いはあるという意味である。

#### その他
なお、ワイヤやボルトなどの鋼材の直径を示す場合、ヤード・ポンド法における1⁄8インチ（十進表記で 0.125 インチ；十二進表記で 0.16 インチ = 1ライン6ポイント）が基本単位として用いられることがある。1⁄8インチ は 3.175 mm であり、尺貫法の分の長さに近いことから、便宜的にこれを「分」と呼ぶ場合がある
。例えば、3⁄8インチ（十二進表記で 0.46インチ = 4ライン6ポイント）を 3 分、1⁄2インチ（十二進表記で0.6インチ = 6ライン）を 4 分と呼ぶ。

### 分（質量の単位）
質量の単位としての「分」（読みは、「ふん」。後述。）は、匁の1⁄10である。度量衡法では、匁は 3.75 g であるので、分は、 0.375 g である。匁は、「もんめ」（単位記号は、mom）と表記されて「真珠の質量の計量」の場合に限って認められるが、分は使用が禁止されている（前述）。
1891年制定の度量衡法では「貫」が基本となる単位とされ、「分」は貫の1⁄10,000と定められた。

### 分（温度の単位）
温度の分量単位としての「分」は、度の1⁄10である。例えば 36.5 ℃を「三十六度五分」と呼ぶ。ただし、この呼び方は、国際単位系でも日本の計量法体系でも認められていない。1902年に書かれた正岡子規の『病牀六尺』には、体温を「三十六度五分」とする表現が現れる。

## 歴史単位
中国や日本などで用いられている、あるいは過去に用いられていた十進法の単位系として主に以下のものがある。
| 数                                | 長さ | 重さ      | 割合     | 免       | 銀目 | 長さ | 長さ       | 十二時辰 | 銀圓 |
| --------------------------------- | ---- | --------- | -------- | -------- | ---- | ---- | ---------- | -------- | ---- |
| 1000                              | 引   | 貫☨       |          |          | 貫☨  |      |            |          |      |
| 100                               | 丈   |           |          |          |      |      |            |          |      |
| 10                                | 尺   | 両        | （全体） | （石高） |      |      | （5⁄2束☨） |          | 圓   |
| 1                                 | 寸   | 銭（匁☨） | 割       | 一つ☨    | 匁☨  | 文   | 伏☨        | 時（刻） | 角   |
| 0.1                               | 分   | 分        | 分       | 分       | 分   | 分   | 分         | 分       | 分   |
| 0.01                              | 厘   | 厘        | 厘       | 厘       | 厘   | 厘   | 厘         | 厘       | 文   |
| 0.001                             | 毛   | 毫（毛）  | 毛       | 毛       | 毛   | 毛   | 毛         | 毛       |      |
| 太字は基本単位。☨日本固有の単位。 |      |           |          |          |      |      |            |          |      |

### 分（長さの単位）

#### 尺・寸に対する分
中国、朝鮮および日本では古代から、長さの基本単位は尺とされ、漢帝国において、劉韻が議長となって集大成した制度では、黄鐘という笛の長さが秬黍（きょしょ、くろきび）90粒分に当り、その一粒を「一分」としたとされる。これを基に分、寸、尺、丈、引と十進法の単位が定められている。

#### 文に対する分
文（もん）は、主として足袋や靴など履物の大きさを表すのに用いられた長さの単位で、銭貨の直径に相当する約2.4センチメートルであるが、この「文」の1⁄10を「分」という。例えば、十文三分（ともん　さんぶ） = 10.3文 = 約24.5 cm である。

#### 束・伏に対する分
束は、主として矢の長さを表すのに用いられる長さの単位で、2尺5寸 = 10束、1束(拳の幅) = 4伏(指4本分の幅)であるが、この指1本分の幅「伏」の1⁄10を「分」という。例えば、5分刈り = 0.5伏 = 約9 mm である。

### 分（重さの単位）
歴史的には重さの基本単位は両であり、銭（匁）は両の1⁄10である。銭（匁）の1⁄10が分である。

### 分（時間の単位）
ここでいう時間の単位としての「分」は、近世頃まで使用され、十二時辰による一時（とき）（刻）を10等分したものであり、現在使用されている六十進法による分（ふん, min）とは異なる。
例えば、江戸時代後期の1854年に起った安政東海地震の発生時刻は「朝五ツ時七分」（9:23頃）（駿河国『震災諸家届書』）のように書かれたものがある。このように表記した場合、「朝五ツ時」（8:06頃）から一時の7⁄10だけ経過した時刻を指している。
安政南海地震では揺れた時間が「凡ソ二分時位」（広島『藝州広嶋ゟ十二月朔日相届候書状写』）と書かれたものがある。これは、現在の単位で約2分間ではなく、一時の2⁄10、つまり20分余揺れたという意味である。
当時一般的だった不定時法では昼と夜の長さは緯度、季節によって変動し、例えば江戸の場合、夏至では昼の一時は2.64 h、夜の一時は1.36 h、冬至では昼の一時は1.82 h、夜の一時は2.18 hと変動する。従って「一分」の長さは、現在の単位で夏至では昼が約15分51秒、夜が約8分9秒、冬至では昼が約10分56秒、夜が約13分4秒と変動する。

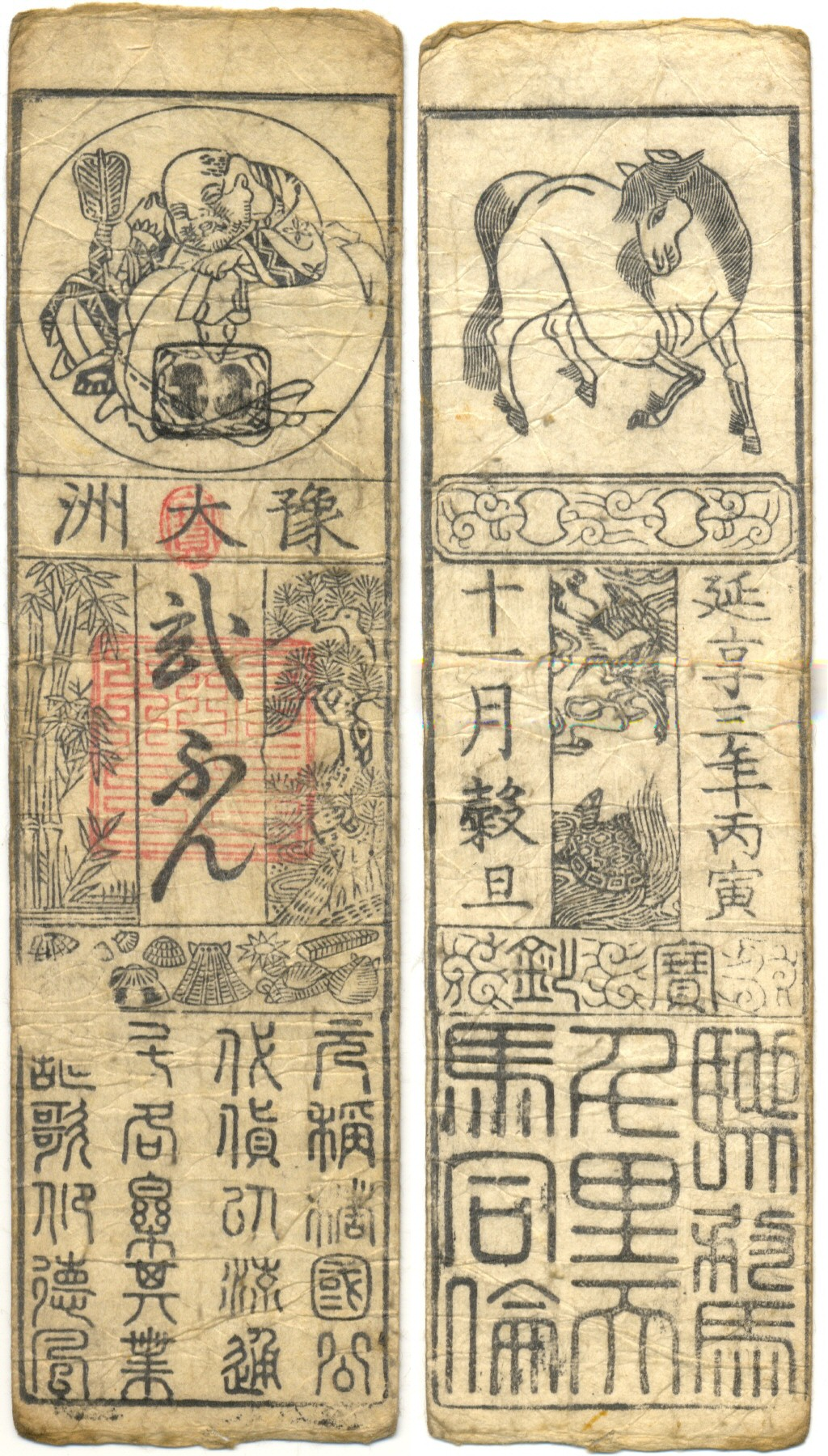
伊予大洲藩銀二分札。延享3年（1746年）。「貮ふん」と単位が平仮名で表記されている。

### 分（銀の貨幣単位）
江戸時代の秤量貨幣である銀は、天秤による目方（質量）の実測値を以て貨幣単位とされた。これを銀目という。ここで十匁に相当し、質量（分銅）では基本単位となっている「両」は、金の貨幣単位との混同を避け使用されていない。
銀の貨幣単位は「匁」を基本単位とし、匁の1⁄10が「分（ふん）」、分の1⁄10が「厘」の十進法となっている。金の貨幣単位である「分（ぶ）」との混同を避け「ふん」と称呼された。価格表示は、例えば「銀二匁五分」のようになり、これは銀2.5匁を表す。金一両 = 銀六十匁の御定相場に基けば、銀一分は銭6 2⁄3文に相当する（銀3分 = 銭20文）。

## 割合
割合で用いる「分」は、割の1⁄10である。歩合（割合）における分の上位の単位は 1⁄10 を表す「割」である。従って、十進法の小数0.326を、「三割二分六厘」と表現する。割合に関する記述は、江戸時代初期の『塵劫記』に現れる。

### 百分の一を意味するとの誤解
割合を言うときには、「三割二分六厘」というように表現する。「割」そのものが1⁄10を意味する数詞であるために、「割」とともに「分」を使った場合には、まるで分が1⁄100を意味するかのように誤解されがちである。この誤解はかなり広範に信じられている。
割合においても、分は割の1⁄10を意味する。割合の全体は十割（10割）であるが、現代の数学において割合の全体は実数の1で示すため、一割（1割、すなわち現代数学での1⁄10に相当）の1⁄10である「分」に1⁄100の意味があるとの誤解が生じた。

## その他の表現・使用
「七分咲き」、「五分五分」、「九分九厘」、「腹八分（腹八分目）」、「盗人にも三分の理」、「七分袖」の表現の中での使われ方は、全体である「十分（じゅうぶ） = 1」に対する割合を表している。つまりそれぞれ「1」を全部として、「0.7咲き」、「0.5 対 0.5」、「0.99」、「満腹の0.8」、「盗人にも0.3（30％）の理屈」、「長袖の70%の長さの袖」ということであり、これらからも「分」が1⁄10の意味であることが明確である。
中国と台湾における国際単位系のSI接頭語でも、1⁄10を表す分量単位であるデシ（deci、記号は d）の漢字として「分」を使用している（zh:国际单位制#詞頭）。なお、1⁄100のセンチ（centi、記号は c）には「厘」を、1⁄1000のミリ（milli、記号は m）には「毫」を使用している（zh:国际单位制词头）。
人民元やニュー台湾ドル、満州国圓などの通貨単位においても、分は元や圓から見れば1⁄100とはなるが、その場合でも分の意味としてはあくまで（元や圓の1⁄10である）角の1⁄10であり、分自体が1⁄100を表しているわけではない。例えば「3角5分」は「3.5角」の意味である。

## 六十進法における「分」
時間と角度は六十進法なので、「分」は六十分の一 (1⁄60) を表すことになる。なお、この場合の読みは、「ふん」または「ぷん」である。
- 時間の一分 = 1⁄60時間
- 角度の一分 = 1⁄60度

## 漢字の旁
分は、メートル法（現在では国際単位系）におけるデシ (d)（=1⁄10）と同等である。したがってデシを接頭語とする単位の漢字の旁（つくり）となっている。ただし、これらの漢字は計量法では認められておらず、使用することはできない。
- 分 + 米（メートル）→ 粉（デシメートル）
- 分 + 瓦（グラム）→ 瓰（デシグラム）
- 分 + 立（リットル）→ 竕（デシリットル）

## 読み
質量や銀目の1⁄10匁を表す「分」の場合は「ふん」と読む。これは、「匁」や「分」は貴金属（特に銀）を量るにも使われるため、一分（ぶ）金（ = 1/4両）と混同されうるからである。

## その他の「分」
次の場合は、元来の「分」とは由来が異なり、1⁄10や1⁄60を意味しない。
- 金貨の一分 （ぶ）= 1⁄4両[28]

この場合、銀目の「分（ふん）」と区別するために、「歩」と書く場合もある。